# Uma Devi Badi
Uma Devi Badi (Thapagaun, 1965) es una defensora de derechos humanos nepalí que lidera el conocido como "Movimiento Badi". Lucha por el reconocimiento de los derechos de su casta, incluido el fin de la intocabilidad, la prostitución y la propiedad de la tierra. En 2017, fue elegida miembro de la Asamblea Provincial de la provincia de Sudur Paschim en Nepal.

## Trayectoria
Nació en 1965 en Thapagaun, en el distrito de Salyan de Nepal. Desde temprana edad, comenzó su vida como prostituta, única profesión posible para las mujeres de la casta Badi en aquel momento. Con 21 años, se casó con Prem Bhatta, de la casta Brahmin. Este matrimonio entre castas fue motivo de escándalo, ya que la casta Badi es considerada una de las más bajas de Nepal y tratada como intocable. Badi no ha tenido descendencia, pero se ocupó de criar a dos hijos de su hermana.
Devi no se conformó con las expectativas de la sociedad para las mujeres de su casta y escapó de la prostitución para trabajar y ofrecer a su comunidad mejores oportunidades de futuro. Con 40 años y el apoyo de la organización ActionAid International, se convirtió en la directora de la organización local Community Support Group y estableció un albergue para 25 niños y niñas de la casta de Badi en una propiedad alquilada en Tikapur, al Oeste de Nepal. Allí se les da alojamiento, asisten a la escuela local y se les ofrece un apoyo adicional después de la escuela con su alfabetización y sus conocimientos de aritmética. El éxito de esta iniciativa ha conducido al desarrollo de otro proyecto más ambicioso, actualmente en construcción, cuyo objetivo es albergar a más de 100 niños en el futuro.
En 2007, dos años después de instalar el albergue, lideró un movimiento de protesta de 48 días por los derechos de la comunidad de Badi, lo que se conoció como el "Movimiento Badi". Durante ese período, Devi llegó a dirigir a unos 500 activistas de 23 distritos de Badi desde sus aldeas hasta Singha Durbar en Katmandú. A su llegada, organizaron protestas pacíficas frente a la oficina del primer ministro y el Templo Pashupatinath. Sus demandas reclamaban al gobierno promulgar la Orden de la Corte Suprema de 2005 para mejorar las condiciones de vida de la comunidad de Badi, con una lista de 26 puntos de los temas que se debían tratar.
Entre esas demandas, se incluían el fin de la prostitución y la intocabilidad, el refugio permanente para una comunidad nómada, el registro de los nacimientos y la ciudadanía de los hijos a partir del nombre de la madre. Al no ser atendidas sus demandas, Devi intensificó la protesta quitándose parte de su ropa y colgándola de la puerta de la sede del gobierno mientras cantaba consignas. Otras mujeres de la manifestación siguieron su ejemplo y esto atrajo la atención de los medios de comunicación, por lo que la protesta alcanzó cobertura internacional y obligó al gobierno a actuar. El 10 de septiembre de 2007, el gobierno acordó una reunión de trabajo con Devi para introducir un programa residencial público en la comunidad de Badi.
En reconocimiento a su activismo, fue incluida como una de las 100 Mujeres de la BBC durante 2018.

## Elecciones de 2017
En 2017, Devi fue elegida miembro de la Asamblea Nacional de la Provincia No. 7, en el norte de Nepal. Un acontecimiento histórico, ya que se convirtió en el primer representante oficial electo de la comunidad Badi. Se postuló para el gobierno con el fin de acelerar los cambios propuestos en 2007 desde dentro, ya que los esfuerzos del gobierno nepalí para mejorar las condiciones de vida, educación y las oportunidades de la comunidad de Badi han sido muy lentos.